# Pecha Kucha
Pecha Kucha (Peča kuča) japonsky ペチャクチャ je projekt, jehož záměrem je vytvořit prostor pro vzájemné setkávání lidí, kteří se jakýmkoli způsobem věnují architektuře.
Tento projekt vymysleli architekti Astrid Kleinová a Mark Dytham z tokijského architektonického studia Klein-Dytham Architecture. Jeho realizace nazvaná Pecha Kucha Night (což je japonsko-anglický název, který v překladu znamená „Noc povídání či tlachů“) je výjimečnou příležitostí pro setkávání architektů, designérů, grafiků, výtvarných umělců, teoretiků a techniků a vzájemnou výměnu zkušeností a informací o novinkách v oboru. První setkání Pecha Kucha Night se konalo v únoru roku 2003 právě v Tokiu. 

V České republice se první akce tohoto druhu konala v Praze v roce 2007.
Smyslem projektu Pecha Kucha je, aby prezentace byly co nejhutnější, aby si dokázaly udržet pozornost posluchačů. Během jednoho večera tak má každý z přednášejících 6 minut a 40 sekund, během nichž může předvést 20 obrázků, přičemž každý z nich může komentovat po dobu 20 sekund. Za jeden večer se obvykle vystřídá 14 účastníků. Obvyklá frekvence těchto setkání je jednou měsíčně.
Důkazem úspěšnosti projektu je skutečnost, že se setkání Pecha Kucha Night pravidelně konají již ve více než 230 městech na všech kontinentech. Formát těchto setkání již na svých jednáních začíná přejímat i řada firem.

## Fotogalerie

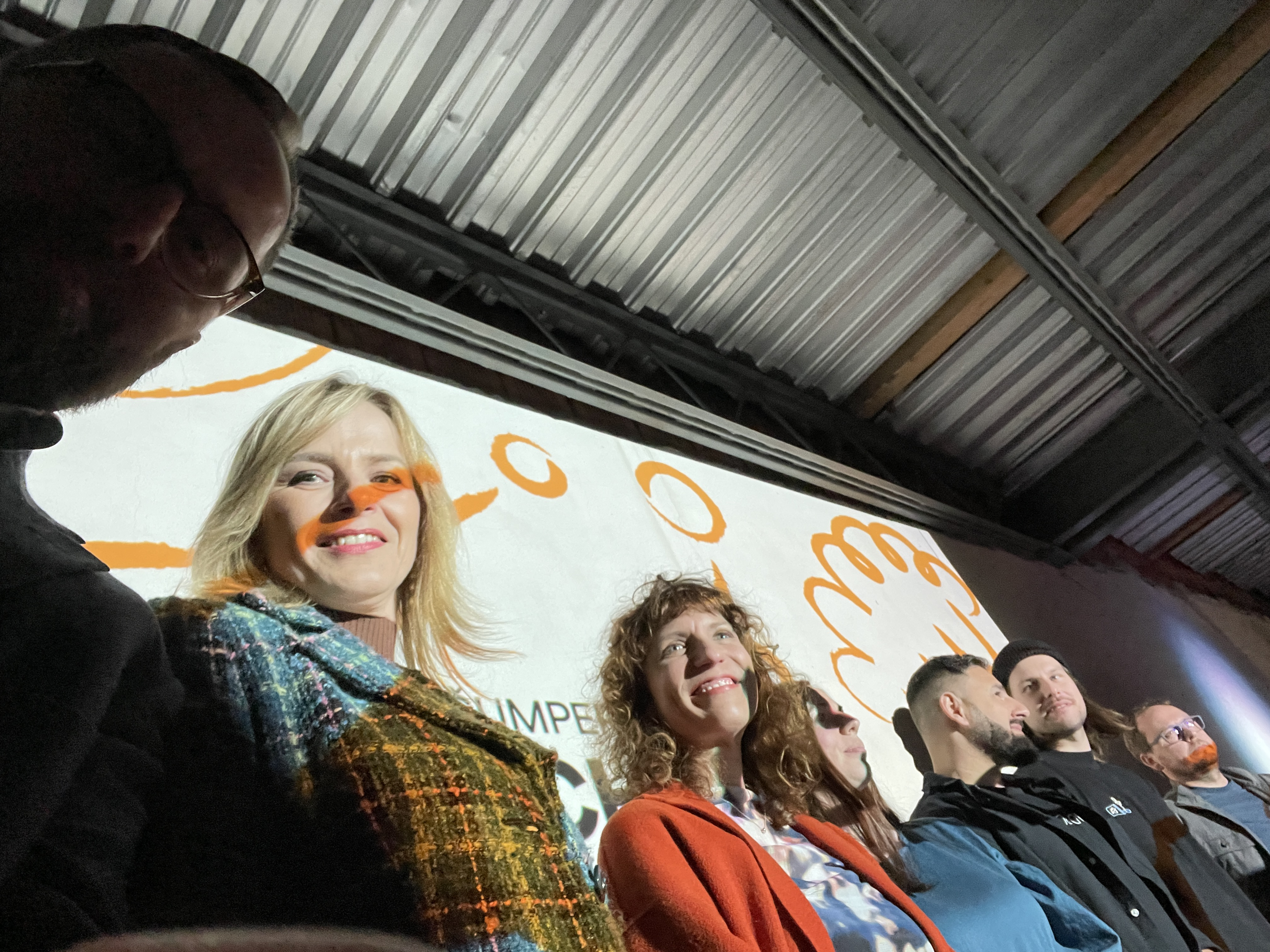
Účastníci akce v Šumperku
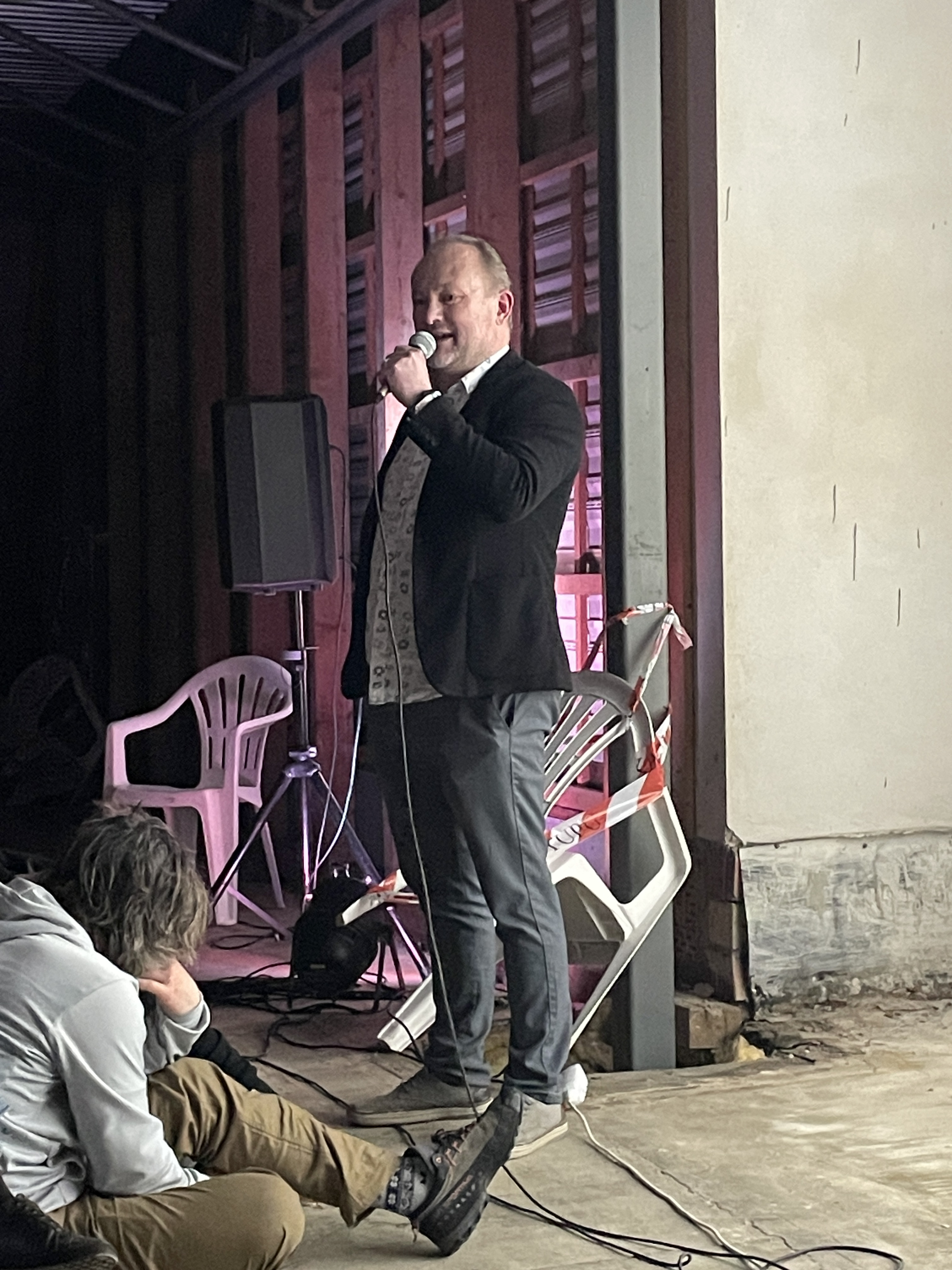
Pecha Kucha Night v Šumperku
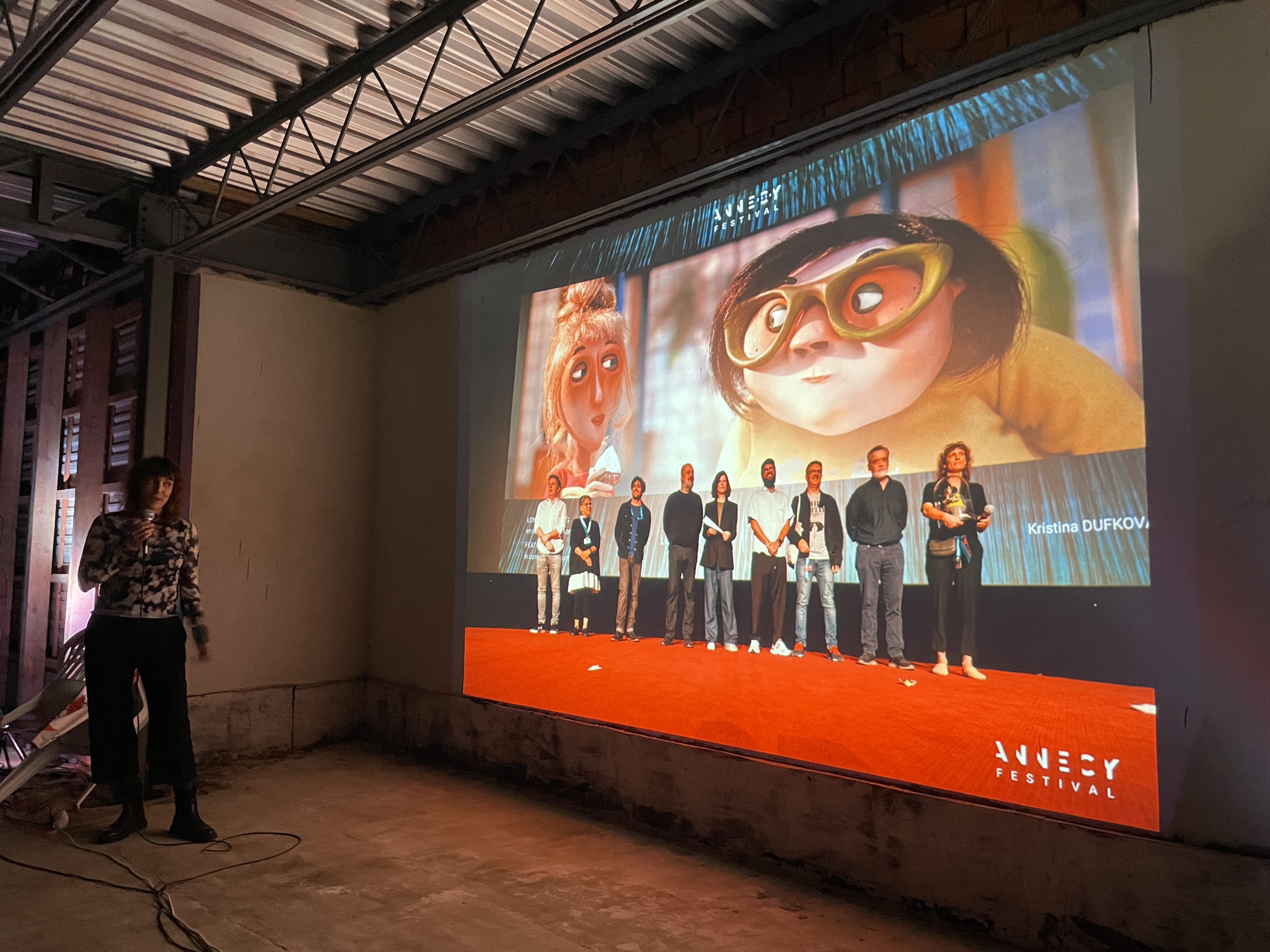
Pecha Kucha Night v Šumperku
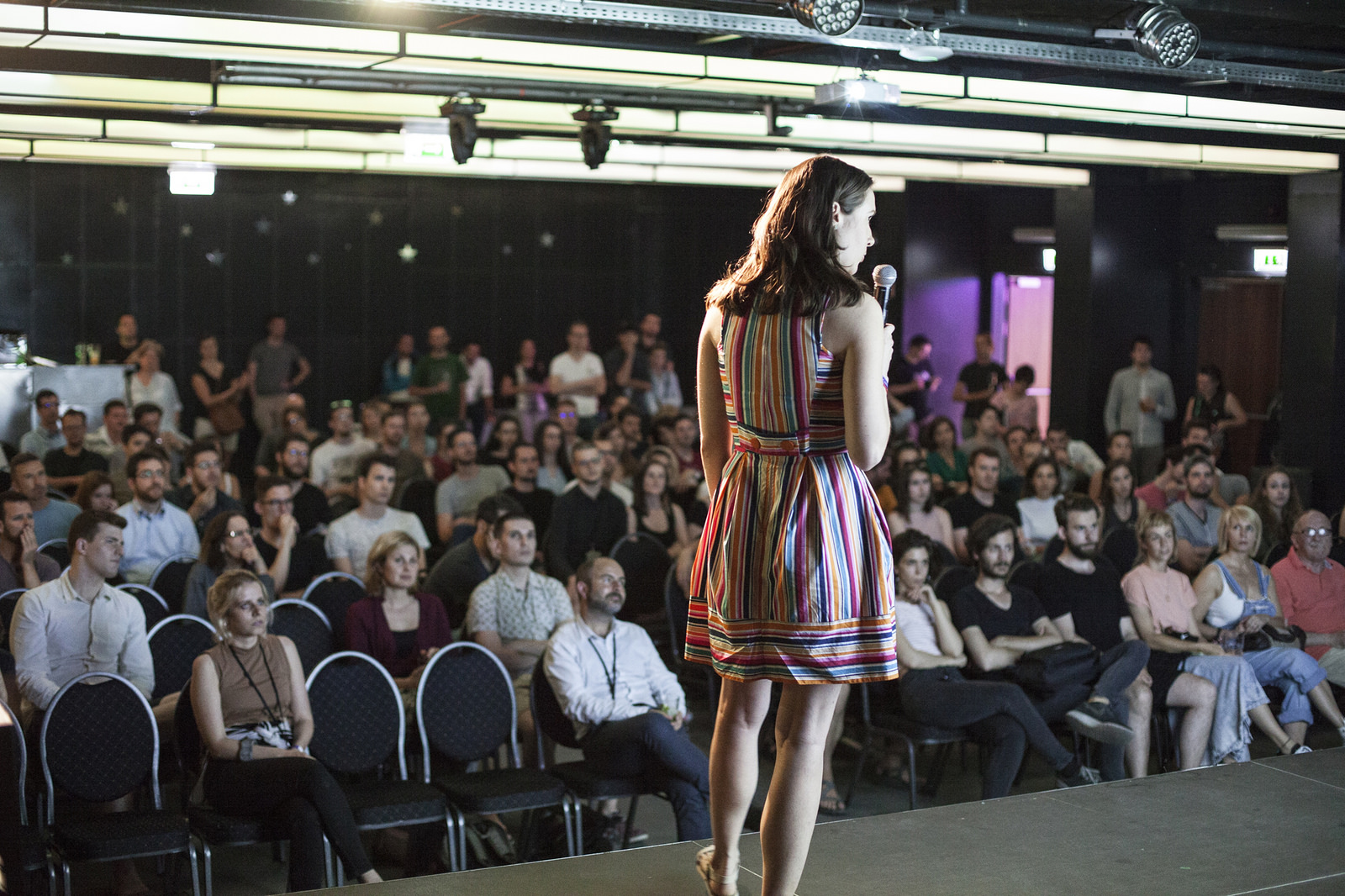
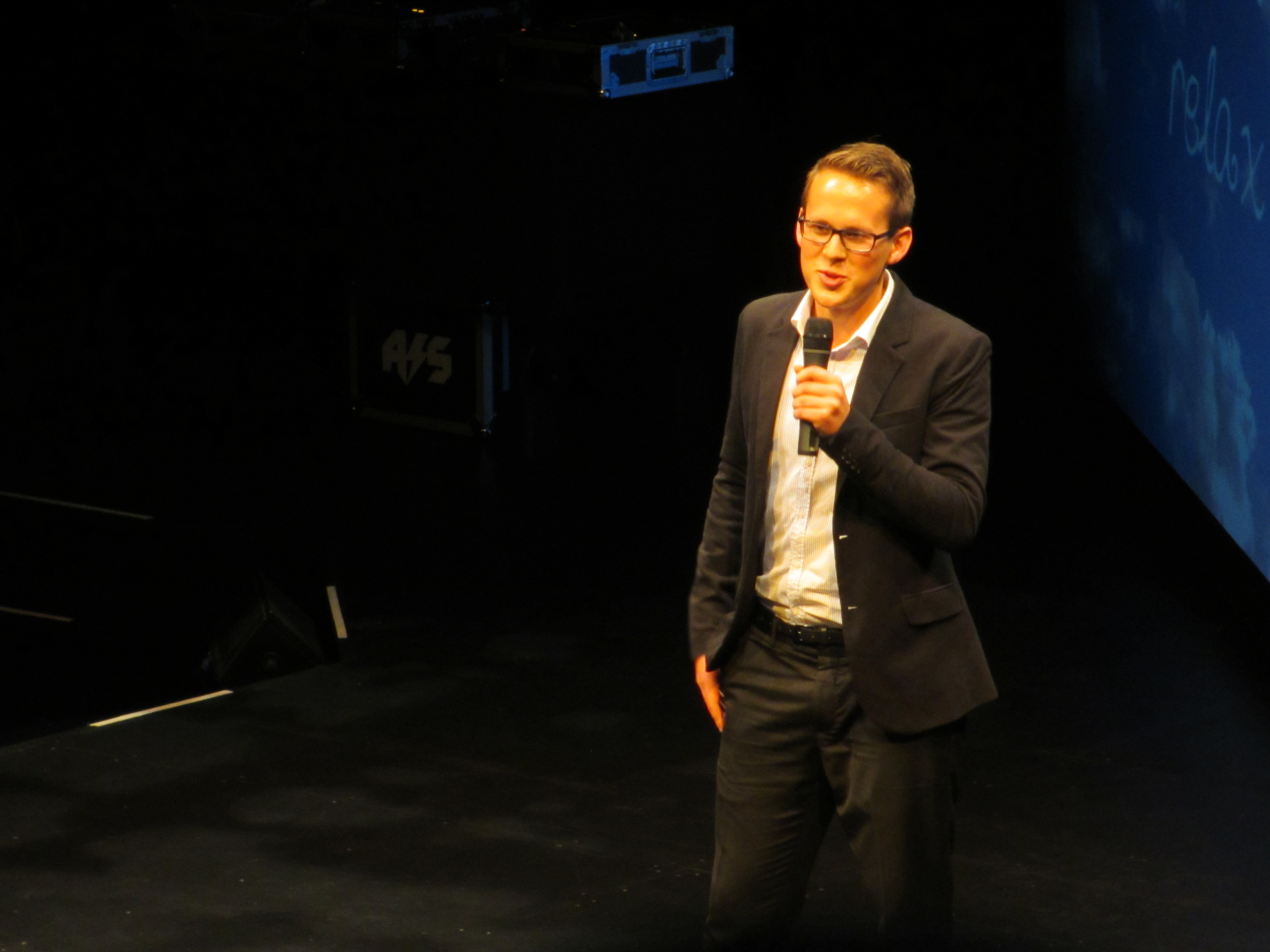